# Erik Pedersen
Pour les articles homonymes, voir Pedersen.
Erik Pedersen, né le 11 octobre 1967 à Porsgrunn, est un footballeur international norvégien. 